# Che la fine abbia inizio
(Tagline del film)
Che la fine abbia inizio (Prom Night) è un film del 2008 diretto da Nelson McCormick.
Il film è un remake dell'horror del 1980 Non entrate in quella casa con Jamie Lee Curtis.

## Trama
Donna Keppel, ragazza del liceo, torna a casa dal cinema e scopre che suo padre e suo fratello minore sono stati assassinati. Si nasconde sotto il letto di suo fratello, da cui vede sua madre pugnalata a morte da Richard Fenton, il suo ex insegnante di biologia che già la perseguitava.
Tre anni dopo, Donna vive con i suoi zii materni Jack e Karen, quest'ultima sorella minore della madre. Lei e le sue amiche si preparano per il ballo di fine anno; nel frattempo, il detective Winn, che aveva arrestato Fenton tre anni prima, scopre che l'assassino è scappato dal manicomio criminale da tre giorni.
Sapendo che Fenton tornerà a prendere Donna, Winn arriva in hotel con il suo partner, il detective Nash. Quando è evaso, Fenton si era  tagliato i capelli e rasato la barba, e proprio quella sera irrompe nella suite dell'hotel dove uccide prima gli amici di Donna, Claire, e poi il fidanzato Michael. Più tardi, l'altra amica di Donna, Lisa, e il suo fidanzato Ronnie, incontrano Fenton mentre salgono alla suite; Lisa lo riconosce, ma non riesce a ricordare perché. Quando si rende conto chi è l'aggressore, corre ad avvertire Donna, ma viene intrappolata nella tromba delle scale da Fenton. L'uomo la insegue nel sotterraneo, dove infine la uccide tagliandole la gola.
Winn trova il cadavere che Fenton ha usato nel bagagliaio della sua macchina. Sale nella stanza prenotata da Fenton e trova il corpo della donna delle pulizie. Mentre fa evacuare l'hotel, Donna torna nella sua stanza per trovare Lisa e recuperare lo scialle di sua madre, però incontra Fenton e scappa. La squadra SWAT perquisisce l'hotel, ma non  trovano l'assassino.
Donna e il suo ragazzo Bobby vengono scortati a casa di lei, dove Winn ordina di rinforzare la protezione. Nel frattempo, Fenton è riuscito a scappare fingendosi l'uomo del personale dell'hotel che aveva ucciso, poi in casa di Donna uccide due guardie di sicurezza, tra cui Nash. Quando entra dentro casa, taglia la gola a Bobby e, quando Donna scopre il suo corpo senza vita, si nasconde nel suo armadio dove incappa in Fenton. L'assassino le impedisce di urlare, nel mentre Winn entra nella sua stanza. Donna riesce a liberarsi e Fenton tenta di pugnalarla, ma Winn spara a Fenton più volte al petto, uccidendolo.
Donna viene raggiunta dai suoi zii, e Winn la consola mentre piange per la morte di Bobby.

## Produzione
Con un budget di 20 milioni di dollari, il film è stato prodotto da Original Film e Newmarket Films con la collaborazione di Alliance Films, che detiene i diritti del franchise originale e di ipotetici sequel. Il film è stato girato principalmente in California, più precisamente a Los Angeles e Pasadena; alcune scene sono state girate a Newport, Oregon. Gli interni sono stati girati presso i Sony Pictures Studios di Culver City, mentre le scene all'interno dell'albergo sono state effettuate al Biltmore Hotel di Los Angeles.

## Distribuzione
È uscito nelle sale statunitensi e canadesi l'11 aprile 2008, distribuito da Screen Gems negli Stati Uniti e da Alliance Films in Canada. Il film è stato distribuito da Sony Pictures nelle sale italiane l'11 luglio 2008.

## Incassi
Nel suo primo week-end il film ha incassato oltre 20 milioni di dollari, attraverso la distribuzione in oltre 2000 sale in Canada e negli Stati Uniti, piazzandosi alla posizione nº1 della classifica dei film più visti. Uscito nel pieno periodo estivo, in Italia il film ha incassato poco più di 8812 €.
A livello internazionale il film ha incassato la cifra di 57.197.876 dollari.

## Riconoscimenti
- Chainsaw Award
  - Peggior film